# 2D-Doc

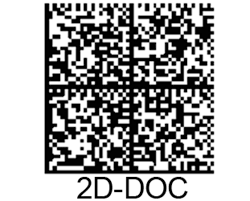
Muster eines 2D-Doc-Strichcodes, der einen Wohnsitznachweis codiert.

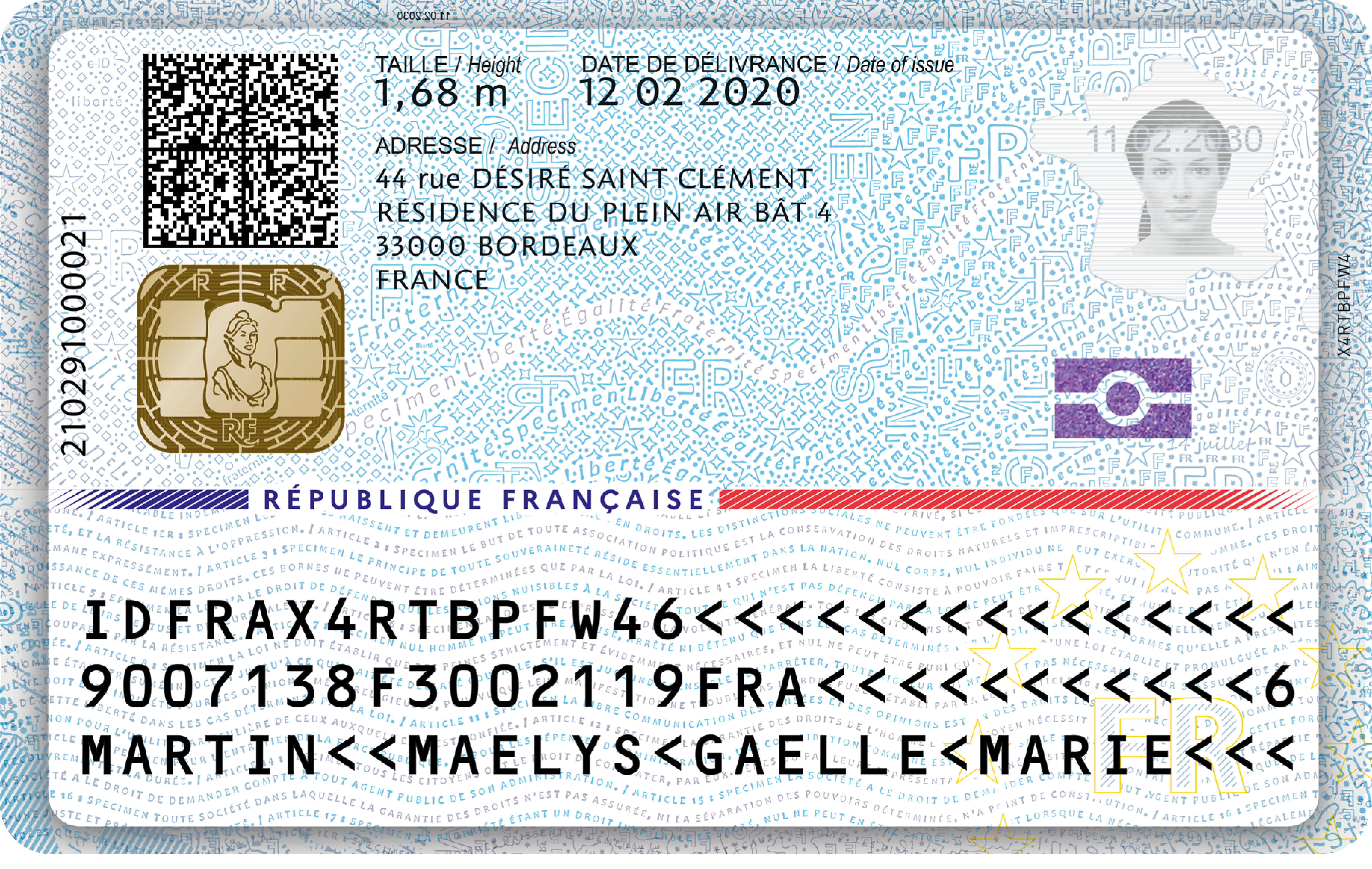
Rückseite des biometrischen französischen nationalen Personalausweises

Ein 2D-Doc stellt eine Erweiterung des DataMatrix-Codes dar und ist wie der DataMatrix-Code ein 2D-Code. 2D-Doc ist als Anwendung vor allem in Frankreich verbreitet. Optisch besteht der 2D-Code wie der DataMatrix-Code aus schwarzen Modulen die in einem Quadrat mit weißem Hintergrund angeordnet sind. Als wesentliche Erweiterung wird bei 2D-Doc die enthaltene Information mithilfe einer digitalen Signatur gesichert, die auf asymmetrischer Kryptografie beruht.
Wie die allgemeinen Techniken der Kryptografie mit öffentlichem Schlüssel, die sie anwendet, ermöglicht sie die Authentifizierung, Integrität und damit die Nichtabstreitbarkeit der signierten Daten, nutzt aber die Flexibilität, die ein druckbarer Code bietet.
Dieser Code wurde 2012 von der französischen Agence nationale des titres sécurisés (ANTS) entwickelt und wird von der französischen Verwaltung zur Bekämpfung von Dokumentenbetrug, für Covid-19-Impfbescheinigungen und seit 2021 auch für nationale Identitätskarten verwendet.

## Technologie
Der 2D-Doc-Code basiert auf der Datamatrix-Technologie nach ISO/IEC 16022, der eine Sicherheitsschicht hinzugefügt wurde. Ein 2D-Doc-Code kann von jedem Lesegerät, das den Datamatrix-Standard unterstützt, gelesen werden, aber nur ein 2D-Doc-Lesegerät kann die Sicherheitsschicht auswerten und die Authentifizierung und Integrität der Daten prüfen.
Beispielsweise wird der Beispielcode am Anfang dieses Artikels von einem Standard-Datamatrix-Lesegerät wie folgt gelesen:
```
DC02FR000001125E125B0126FR247500010MME/SPECIMEN/NATACHA 22145 AVENUE DES SPECIMENS     54LDD5F7JD4JEFPR6WZYVZVB2JZXPZB73SP7WUTN5N44P3GESXW75JZUZD5FM3G4URAJ6IKDSSUB66Y3OWQIEH22G46QOAGWH7YHJWQ
```

Darin finden sich die Daten im Klartext (hier ein Name und eine Adresse MME/SPECIMEN/NATACHA, 45 AVENUE DES SPECIMENS, 75000) und Zeichen in Base256 oder Base32 (ähnlich wie Base64), die die Zertifizierung dieser Daten nach dem 2D-Doc-Standard kodieren.
Die vollständige Nachricht setzt sich wie folgt zusammen:
| Feld                   | Wert |
| ---------------------- | --- |
| Datum der Ausstellung  | 125E - 15. November 2012 |
| Datum der Unterschrift | 125B - 12. November 2012 |
| Art des Dokuments      | Wohnsitznachweis - Code 01 |
| Obligatorische Felder  | 10 MME/SPECIMEN/NATACHA 22 145 AVENUE DES SPECIMENS 24 75000 26 FR |
| Unterzeichnete Daten   | DC02FR000001125E125B0126FR247500010MME/SPECIMEN/NATACHA 22145 AVENUE DES SPECIMENS |
| Unterschrift (binär)   | EF 16 31 F4 BF 48 F8 92 15 F1 F5 B3 8A E6 A1 D2 73 77 E4 3F DC 9F FB 52 6D EB 79 C7 EC C4 95 ED FE A7 34 C8 FA 56 6C DC A4 40 9F 21 43 94 A8 1F 7B 1B 75 A0 82 1F 5A 37 3D 07 00 D6 3F F0 74 DA |

## Generierung und Zertifizierungsstellen
Die Zertfizierungsinformation in einem 2D-Docs wird mit einem privaten Schlüssel erzeugt und signiert, dessen öffentlicher Schlüssel bekannt sein muss und in allen 2D-Doc-Lesegeräten verfügbar sein muss. Daher müssen Verwaltungen oder Organisationen, die 2D-Doc-Codes erzeugen möchten, von einer der französischen ANTS gelistete Zertifizierungsstellen in Anspruch nehmen.
| Code | Name der Behörde |
| ---- | ---------------- |
| FR00 | Test             |
| FR01 | AriadNEXT        |
| FR03 | DHIMYOTIS        |
| FR04 | AriadNEXT        |
| FR05 | ANTS             |

Die Zertifizierungsstelle „Test“ ist keine Behörde, sondern stellt öffentlich verfügbare Testschlüssel dar, mit dem man 2D-Doc-Kodier- oder Dekodiersoftware erstellen und Codes zu Testzwecken generieren kann. Dieser Test-Schlüssel, der der Zertifizierungsstelle FR00 entspricht, wird von allen 2D-Doc-Lesegeräten erkannt und der Code wird als „Testcode“ angezeigt.